# Urban Dictionary
Das Urban Dictionary ist ein Online-Wörterbuch für englische Slangwörter, -ausdrücke und -namen.
Die Erklärungen werden von Benutzern erstellt. Laut urbandictionary.com wurden seit 1999 über 6,6 Millionen Definitionen verfasst (Stand: Mai 2012).

## Inhalt
Die Definitionen im Urban Dictionary erklären Slangausdrücke oder Neologismen, Phrasen und Namen in englischer Sprache, die häufig in anderen Nachschlagewerken nicht auftauchen. Für die meisten Wörter gibt es mehrere Definitionen mit dazugehörigen Beispielen. 
Viele Einträge im Urban Dictionary sind vulgär, banal oder beleidigend; sehr oft wird der sexuelle Aspekt eines Wortes an erster Stelle erklärt. Das soll meist lustig oder sarkastisch sein. Manche Definitionen sind auch mit Bildern versehen, allerdings können Benutzer diese nicht direkt auf die Seite hochladen.
Rassistische, homophobe und sexistische Ausdrücke werden auf der Seite geduldet, solange deren Definitionen nur erklärende Funktion besitzen und ihrerseits nicht beleidigend sind. Die Nutzungsrichtlinien des Urban Dictionary empfehlen den Benutzern Definitionen zu vermeiden, die Insiderwitze, persönliche Informationen über Menschen, die nicht allgemein bekannt sind, Unsinn, Werbung oder Beschreibungen sexueller Gewalt beinhalten.

## Qualitätskontrolle
Die Qualitätskontrolle erfolgt demokratisch und findet auf zwei Stufen statt: 
- Zuerst stimmen freiwillige Mitarbeiter ab, ob eine neu erstellte Definition akzeptiert oder abgelehnt wird. Entscheidend dabei ist, ob sich der Inhalt der Definition mit den Nutzungsbedingungen der Seite vereinbaren lässt. Erst wenn eine Definition akzeptiert wurde, erscheint sie im Wörterbuch.
- Dann können alle Besucher der Seite die einzelnen Einträge als gut oder schlecht bewerten. Diese Bewertung ist sichtbar und entscheidet darüber, an wievielter Stelle die jeweilige Definition erscheint.